# Joseph Asajiro Satowaki
Joseph Asajirô Satowaki (里脇 浅次郎 Satowaki Asajirō) (1 de febrer de 1904 – 8 d'agost de 1996) va ser un prelat japonès de l'Església Catòlica. Serví com a arquebisbe de Nagasaki entre 1968 i 1990, sent elevat al Col·legi Cardenalici el 1979 pel Papa Joan Pau II.

## Biografia
Satowaki va néixer a Shitsu, i estudiant al seminari de Nagasaki i després a la Pontifícia Universitat Urbaniana de Roma i a la Universitat Catòlica d'Amèrica a Washington DC. Com a seminarista a Roma, convidà el frare franciscà conventual polonès i futur sant Maximilian Kolbe perquè es traslladés al Japó com a missioner. Ordenat prevere el 17 de desembre de 1932, realitzà tasca pastoral a la diòcesi de Nagasaki i serví com a procurador i canceller. Va ser administrador apostòlic de Taiwan entre 1941 i 1945, i com a rector del seminari de Nagasaki de 1945 a 1947. Entre 1945 i 1955 serví com a vicari general, com a editor del diari diocesà i com a professor a la Junshin School.

### Arquebisbe
El 25 de febrer de 1955, Satowaki va ser nomenat bisbe de Kagoshima pel Papa Pius XII. Rebé la consagració episcopal el 3 de maig següent de mans de l'arquebisbe Maximilien de Furstenberg, amb els bisbes Paul Aijirô Yamaguchi i Paul Yoshigoro Taguchi servint com a coconsagradors a l'església de la Mare de Déu dels Màrtirs de Nagasaki. Assistí al Concili Vaticà II entre 1962 i 1965, i va ser promogut a arquebisbe de Nagasaki el 19 de desembre de 1968. També serví com a President de la Conferència Episcopal Japonesa.
El papa Joan Pau II el creà cardenal al consistori del 30 de juny de 1979, sent el tercer cardenal japonès, amb el títol de cardenal prevere de Santa Maria della Pace. Després de 21 anys al capdavant de l'arxidiòcesi, dimití com a arquebisbe de Nagasaki el 8 de febrer de 1990.
Satowaki va morir a Nagasaki a l'edat de 92 anys. Està enterrat al cementiri d'Akagi.